# Sedum brevifolium
La borracina della Corsica (Sedum brevifolium, DC, 1808) è una pianta succulenta appartenente alla famiglia delle Crassulaceae, diffusa nel bacino del Mediterraneo occidentale.

## Descrizione

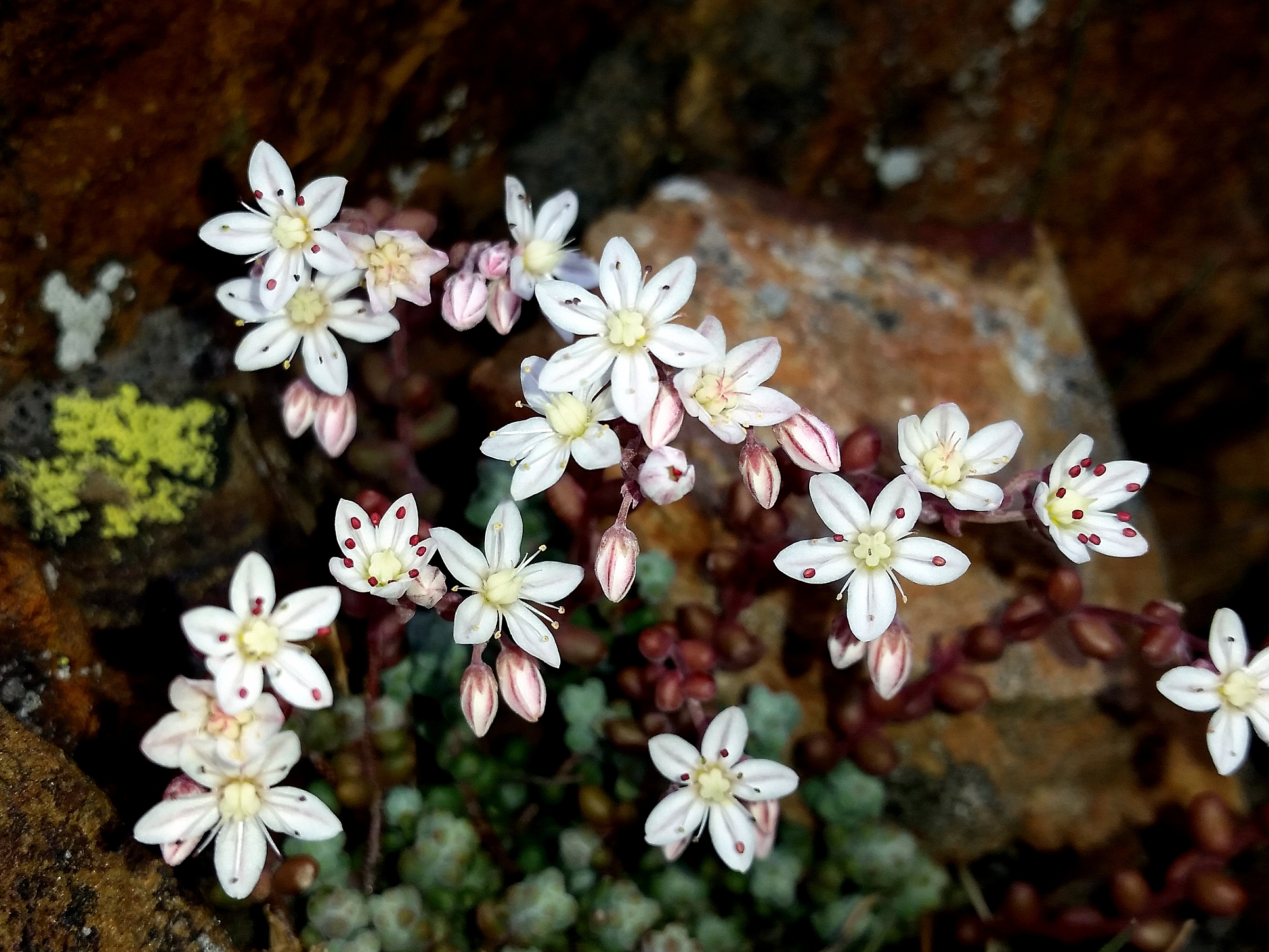
Fiori.

È una piccola pianta succulenta perenne di colore verdastro o rossastro. Ha steli eretti, semplici o poco ramificati, alquanto legnosi alla base, alti fino a 14 cm. Foglie da ovoidali a subsferiche, fino a 2(-3) mm di diametro, carnose; le foglie dei fusti fioriferi sono quasi opposte, quelle dei fusti sterili sono disposte fittamente, parzialmente sovrapposte, in 4 file. I fiori sono situati all'estremità dei fusti. Presentano 5 sepali ovati lunghi fino a 1,5 mm e 5 petali liberi di 3–5 mm, bianchi o leggermente rosati, con strisce longitudinali brune o rossastre; 10-12 stami. Frutto costituito da numerosi follicoli glabri lunghi 2-3,5 mm. Fiorisce in primavera ed estate.
Di aspetto simile alla borracina cinerea (Sedum dasyphyllum), molto diffusa in Italia e nei paesi dell'Europa centrale.

## Distribuzione e habitat

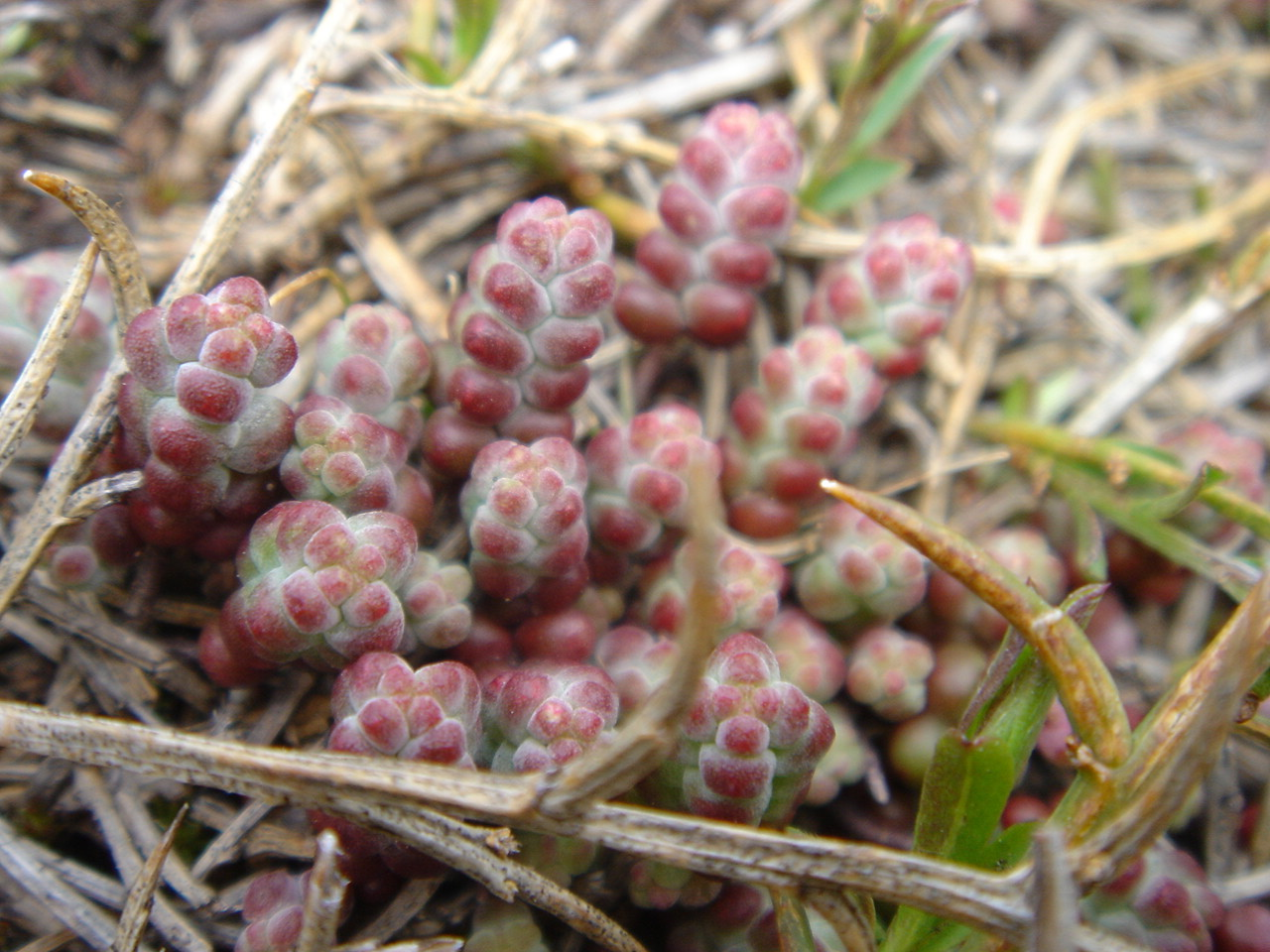
Borracina della Corsica

È diffusa principalmente nella penisola Iberica, inclusi entrambi i versanti dei Pirenei, in Francia, Corsica, e in Marocco. È segnalata pure in Italia, nella Sardegna settentrionale, sull'isola d'Elba e in Toscana.